# Ilhéu Bom Bom

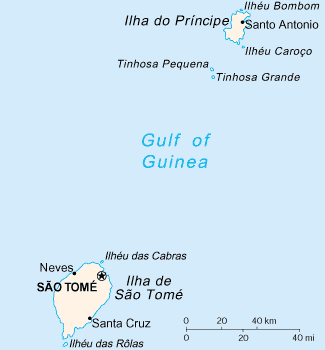
Mapa Wysp Świętego Tomasza i Książęcej – Ilhéu Bom Bom widoczne na północ od Wyspy Książęcej

Ilhéu Bom Bom, także  Ilhéu Bombom – niewielka wyspa na Oceanie Atlantyckim, w Zatoce Gwinejskiej, położona na północ od Wyspy Książęcej. Wyspa należy do państwa Wyspy Świętego Tomasza i Książęca.
W 2001 roku na wyspie mieszkało 13 osób. W 2007 i 2008, według szacunków, wyspa liczyła 15 mieszkańców. Na Ilhéu Bom Bom znajduje się ośrodek turystyczny.